# Bosintang
Il Bosintang (보신탕?, Posint'angLR, BosintangMR; 補身湯), o Gaejangguk (개장국?, 醬?, GaejangukLR, KaejangukMR) è una zuppa coreana che include la carne di cane come ingrediente principale.
In Corea si sostiene che la zuppa doni una maggiore virilità. La carne viene bollita con verdure come le cipolle verdi, foglie di perilla, denti di leone e spezie come il doenjang (된장), il gochujang (고추장) e polvere di semi di perilla. Viene condito con l'issopo coreano prima d'esser servito.
Il piatto, uno degli alimenti coreani più comuni a base di carne di cane, ha una lunga storia nella cultura coreana, ma negli ultimi anni è stato criticato sia all'interno che all'esterno della Corea a causa di proteste per i diritti degli animali e dei requisiti igienico-sanitari.

## Storia
Il consumo di carne di cane può essere fatto risalire all'antichità. Alcune ossa di canide sono state rinvenute in un insediamento neolitico a Changnyeong (창녕?), nella provincia del Gyeongsang Meridionale. Un dipinto su muro nel complesso funerario di Goguryeo (고구려 고분군?, 高句麗古墳群?) nella provincia dello Hwanghae Meridionale, un patrimonio mondiale dell'UNESCO che risale al IV secolo d.C., raffigura un cane macellato in un magazzino (Ahn, 2000).
Nel 1816 circa, Jeong Hak-yu (정학 유?, 丁學遊?), il secondo figlio di Jeong Yak-yong (정약용?, 丁若鏞?), un importante uomo politico e studioso della dinastia Chosŏn all'epoca, scrisse un poema intitolato Nongawollyeonga (농가 월령가?, 農家月令歌?). Questo poema, una fonte importante di storia del popolo coreano, descrive ciò che le famiglie contadine normali facevano ogni mese dell'anno. Nella descrizione del mese di agosto, il poema narra di una donna sposata che va a visitare i suoi genitori portando carne di cane bollita, torte di riso e vino di riso, il che dimostra la popolarità della carne di cane al momento (Ahn, 2000; Seo, 2002).
Nel libro Dongguk Sesigi (동국 세시기?, 東國歲時記?), scritto dallo studioso coreano Hong Suk Mo (홍석모?, 洪錫謨?) nel 1849, è presente una ricetta del Bosintang che tra gli ingredienti include carne di cane bollito e cipolla verde.

## Situazione legislativa in Corea del Sud
Un pensiero comune è che il Bosintang (e la carne di cane in generale) sia completamente illegale in Corea del Sud, ma ciò non è vero. Dato che il cane non viene classificato come bestiame (a norma della legge sulla gestione dell'igiene del bestiame il bestiame coperto viene definito come composto da cavalli, asini, pecore, capre, maiali, polli, anatre, oche, tacchini, quaglie, fagiani, conigli e cervi), alcuni pensano che ciò indichi l'illegalità della sua carne, quando invece significa semplicemente che essa non è regolamentata dalla legge sull'igiene del bestiame, ma dalla più generale legge sull'igiene alimentare. In quanto tale, i ristoranti che servono Bosintang sono soggetti a ispezioni periodiche da parte di ispettori dell'igiene alimentare della città (tra cui le analisi della carne di cane per i contaminanti), come lo sono tutti gli altri ristoranti.
Le condizioni di allevamento e macellazione degli animali non sono però sottoposte ad ispezione, a differenza del bestiame sopra regolamentato. La carne di cane (di cui il Bosintang è uno dei piatti più comunemente serviti) è ancora regolarmente consumata e può essere trovata facilmente in molti ristoranti in tutta la Corea del Sud. Nel 2006 è stata infatti la quarta carne più comunemente consumata in Corea del Sud, dopo il manzo, il pollo e il maiale (con un valore nel settore di 1400 miliardi di won).